# Масаитов, Атаджан
Атаджан Масаитов (узб. Отажон Масаитов; 1897 год, с. Нариман, Ошский уезд — 1972 год, с. Нариман, Кара-Суйский, Ошская область) — звеньевой колхоза имени Нариманова в дальнейшем имени Ленина Ошского района (ныне Кара-Суйский) Ошской области, Киргизская ССР. Герой Социалистического Труда (1948).

## Биография
Родился в 1897 году в селе Нариман Ошского уезда в крестьянской семье, по национальности узбек.
В 1931 году одним из первых вступил в колхоз. Начиная с 1932 года А. Масаитов работает звеньевым хлопководческой бригады колхоза имени Нариманова (в дальнейшем имени Ленина) Ошского района ныне Кара-Суйский. На этой должности он показал свои способности и мастерство по выращиванию хлопка. В 1947 году возглавляемое А. Масаитовым звено довело урожайность до 85,5 центнера с каждого из прикрепленного за звеном 3 гектаров земли.
Указом Президиума Верховного Совета СССР от 26 марта 1948 года удостоен звания Героя Социалистического Труда с вручением ордена Ленина и золотой медали «Серп и Молот»
По инициативе А. Масаитова было налажено рейсовое сообщение общественного транспорта по направлениям Ош-Нариман, Ош-Кенжекуль.
С 1968 года — персональный пенсионер союзного значения.
Умер в 1972 году в возрасте 75 лет.

## Награды
- Герой Социалистического Труда (26.03.1948)
- Орден Ленина